# Luigi Pollak
Luigi Giuseppe Pollak (3. květen 1887, Janov, Italské království – 10. leden 1920, Janov, Itálie) byl italský fotbalový záložník.

## Kariéra
Dva roky hrál za Janov. V ročníku 1905 se stal nejlepším střelcem, když v šesti utkání vstřelil čtyři branky, ale ve finále podlehl Juventusu. V následujícím ročníku obsadil s týmem 3. místo a poté ukončil kariéru.

## Hráčské úspěchy

### Individuální
- 1x nejlepší střelec v lize (1905)